# Тайнан Сити ФК
Тайнан Сити ФК (на китайски: 台南市台灣鋼鐵); (на английски: Tainan City F.C.) е тайвански футболен клуб от град Тайнан.
Състезават се във висшата лига на Тайван. Мачовете си игаят на „Тайнанско футболно игрище“ в Тайнан с капацитет 2 000 зрители.